# Tywęzy (Pomerania)
Tywęzy [tɨˈvɛ̃zɨ] (en alemán: Tiefensee) es un pueblo ubicado en el distrito administrativo de Gmina Dzierzgoń, dentro del condado de Sztum, voivodato de Pomerania, en Polonia del norte. Se encuentra aproximadamente a 7 kilómetros al suroeste de Dzierzgoń, a 18 kilómetros al este de Sztum, y a 70 kilómetros al sureste de la capital regional Gdańsk.
Antes de 1772, el área fue parte del Reino de Polonia, hasta 1945 fue de Prusia y Alemania. Para la historia de la región, vea Historia de Pomerania.
El pueblo tiene una población de 170 habitantes.

## Residentes notables
- Bruno Frankewitz (1897-1982) Wehrmacht general